# Кю (коммуна)
Кю (фр. Cult) — коммуна во Франции, находится в регионе Франш-Конте. Департамент — Верхняя Сона. Входит в состав кантона Марне. Округ коммуны — Везуль.
Код INSEE коммуны — 70193.

## География
Коммуна расположена приблизительно в 310 км к юго-востоку от Парижа, в 23 км западнее Безансона, в 50 км к юго-западу от Везуля.

## Население
Население коммуны на 2010 год составляло 228 человек.
| 1962 | 1968 | 1975 | 1982 | 1990 | 1999 | 2010 |
| ---- | ---- | ---- | ---- | ---- | ---- | ---- |
| 154  | 162  | 156  | 133  | 123  | 158  | 228  |

## Экономика
В 2010 году среди 141 человека трудоспособного возраста (15—64 лет) 116 были экономически активными, 25 — неактивными (показатель активности — 82,3 %, в 1999 году было 73,3 %). Из 116 активных жителей работали 109 человек (54 мужчины и 55 женщин), безработных было 7 (4 мужчины и 3 женщины). Среди 25 неактивных 13 человек были учениками или студентами, 8 — пенсионерами, 4 были неактивными по другим причинам.

## Достопримечательности
- Старый укреплённый дом, ныне мэрия (XVI век). Исторический памятник с 2011 года[3]
- Дом, известный как «Замок» (1611—1618 годы). Исторический памятник с 1998 года[4]